# Municipio de Pleasant (condado de Allen)
El municipio de Pleasant (en inglés: Pleasant Township) es un municipio ubicado en el condado de Allen en el estado estadounidense de Indiana. En el año 2010 tenía una población de 3312 habitantes y una densidad poblacional de 36,41 personas por km².

## Geografía
El municipio de Pleasant se encuentra ubicado en las coordenadas 40°57′35″N 85°10′3″O / 40.95972, -85.16750. Según la Oficina del Censo de los Estados Unidos, el municipio tiene una superficie total de 90.97 km², de la cual 90.97 km² corresponden a tierra firme y (0%) 0 km² es agua.

## Demografía
Según el censo de 2010, había 3312 personas residiendo en el municipio de Pleasant. La densidad de población era de 36,41 hab./km². De los 3312 habitantes, el municipio de Pleasant estaba compuesto por el 85.75% blancos, el 7.43% eran afroamericanos, el 0.39% eran amerindios, el 0.51% eran asiáticos, el 0.03% eran isleños del Pacífico, el 3.41% eran de otras razas y el 2.48% pertenecían a dos o más razas. Del total de la población el 6.34% eran hispanos o latinos de cualquier raza.